# As-Safira
As-Safira (arab. السفيرة) – miasto w Syrii, w muhafazie Aleppo. Według danych szacunkowych na rok 2010 liczy 123 353 mieszkańców.

## Archeologia
Tall as-Safira, miasto leżące ok. 25 kilometrów na południowy zachód od Aleppo, znane jest jako miejsce, w którym w latach dwudziestych XX wieku odnaleziono tzw. stele z Sefire – trzy bazaltowe stele z wyrytymi na nich aramejskimi inskrypcjami. Datowane na połowę VIII w. p.n.e., uważane są one za jedno z najważniejszych źródeł informacji o języku aramejskim w 1 połowie I tys. p.n.e.. Stele I i II znajdują się obecnie w Muzeum Narodowym w Damaszku, natomiast stela III w Muzeum Narodowym w Bejrucie. Znajdujące się na stelach inskrypcje są najstarszymi znanymi tekstami aramejskimi, ale fragmentaryczny stan ich zachowania nie pozwala ustalić, czy są one powiązane ze sobą. Inskrypcje te zawierają tekst traktatu (lub traktatów), który Mati’ilu, król aramejskiego królestwa Arpad (znanego też jako Bit-Agusi) zawarł z Bar-Ga’jahiem, królem Ktk. Traktat ten podpisany być musiał przed 740 r. p.n.e., gdyż w tym roku asyryjski król Tiglat-Pileser III podbił królestwo Arpad/Bit-Agusi. Z traktatu wynika, iż w zawartym pakcie nadrzędną rolę odgrywał Bar-Ga’jah, który miał za sobą poparcie Asyryjczyków.